# 全国男声声楽アンサンブルコンテスト
全国男声声楽アンサンブルコンテスト（ぜんこくだんせいせいがくアンサンブルコンテスト）は、兵庫県三田市にある三田市総合文化センターの指定管理者が、同センター内の「郷の音ホール」で開催する日本の合唱大会の一つ。2008年より毎年春に開催されている。「制限の少ない自由なコンテスト」をモットーに開催されている。「三田ハモらっせ！」の通称で親しまれている。

## コンクールの形態
出場資格のある合唱団は、男性のみで構成される4名以上の合唱団である。年齢や複数合唱団の合同、掛け持ち参加は問われない。また指揮者・伴奏者は参加規定を問われないので女性でも構わない。
コンクールへの出場団体および出演順を決定するため、合唱団はあらかじめ出場メンバーによる、本大会で演奏予定の曲の録音を主催者に提出し、主催者側で事前審査が行われる。事前審査を通過すると、晴れて本大会に出場することが出来る。
コンクールは部門別に行われ、1団体につき8分以内（曲間を含む）で演奏し、課題曲は定められていない。また事前に手続きを済ませればマイクの使用も可能である。2008年の第1回大会では「伴奏付き部門」「無伴奏部門」が開催された。2009年の第2回大会からは「小編成部門」（4名以上12人未満）「大編成部門」（13名以上で上限なし）に改編された。審査員の合議により、すぐれた演奏をした団体に以下の賞が贈られる。
- 大賞・・・両部門を通して1グループ。賞金50万円が贈られる。
  - 第1回大会（2008年）・・・メンネルコール「好っきやねん」（伴奏付き部門、兵庫県西宮市）
  - 第2回大会（2009年）・・・The Lockers（大編成部門、兵庫県西宮市）
  - 第3回大会（2010年）・・・The Sunrise（小編成部門、大阪市）
  - 第4回大会（2011年）・・・The Lockers（大編成部門、兵庫県西宮市）
  - 第5回大会（2012年）・・・鶏卵四男（ケイランフォーメン）（小編成部門、福岡市）
  - 第6回大会（2013年）・・・Frameworks（小編成部門、大阪市）
  - 第7回大会（2014年）・・・Synonym（小編成部門、兵庫県西宮市）
- 最優秀賞・・・各部門1グループ。それぞれ賞金10万円が贈られる。
- 優秀賞・・・両部門を通して2, 3グループ。協賛各社から賞品が贈られる。
- 市民が選ぶ三田賞・・・両部門を通して1グループ。協賛各社から賞品が贈られる。事前に公募で選ばれた三田市民の審査により決定される。
- 審査員特別賞・・・審査状況によって設定される。協賛各社から賞品が贈られる。

また第7回では「三田ハモらっせ！声楽アンサンブルフェスタ」と題して、性別制限のない部門も開催された。
審査員は三枝成彰、洲脇光一、日下部吉彦の3名が第1回から審査員を務めるほか、声楽・合唱のみならず舞台芸術の諸分野から幅広く招かれている。また事前の公募により三田市民が最大で50名審査に加わる。
2015年、2016年はコンテストは開催されず、それぞれ「三田ハモらっせ！Presents」と題して公募による市民合唱団と過去の入賞団体による合同演奏会を開催した。コンテストの再開は2017年の予定。